# Don Lang
Don Lang, pseudonimo di Gordon Langhorn (Halifax, 19 gennaio 1925 – Londra, 3 agosto 1992), è stato un trombonista e cantante britannico, conosciuto come bandleader del gruppo Don Lang & His Frantic Five.

## Biografia
Lang nasce a Halifax nel 1925. Grazie ad una corporatura fisica prestante avrebbe potuto seguire le orme del padre e del nonno nel campo del rugby professionale, ma fin dall'adolescenza preferisce dedicarsi alla musica, prima suonando il piano, poi il contrabbasso, infine il trombone all'età di 21 anni, dopo aver ascoltato dischi del jazzista statunitense Jack Teagarden.
Nel 1956 compare con la sua band nel programma per adolescenti Six-Five Special della BBC.
Nel 1958 la sua cover della canzone Witch Doctor (scritta da Thomas Kerry e interpretata la prima volta da Ross Bagdasarian Sr., sotto il nome d'arte di David Seville nello stesso anno) entra nella top 10 delle classifiche inglesi.
Lang è uno dei quattro trombonisti assunti per suonare il trombone nella canzone Revolution 1 contenuta nel celebre White Album (1968) dei Beatles.
Si ritira dal mondo della musica alla fine degli anni '80 e muore per un cancro a Londra nel 1992.

## Discografia[4][5]

### Album
- The Rockin' Rebels (3) Featuring Don Lang - Rockin Rebels (Rockhouse Records, 1994)

### Singoli
Don Lang
- Don Lang With The Mairants-Langhorn Big Six - Cloudburst / Seventeen (Shellac, 10") (His Master's Voice, 1955)

- Four Brothers / I Want You To Be My Baby (His Master's Voice, 1956)

- Rock Around The Island / Jumpin' To Conclusions (His Master's Voice, 1956)

- Cloudburst (7") (RCA Victor, 1956)

- Witch Doctor / Cool Baby Cool (7") (His Master's Voice, 1958)

- Queen Of The Hop / La-Do-Da-Da (7", Single) (His Master's Voice, 1958)

- Stop The World I Wanna Get Off (7", Single) (La Voce Del Padrone, 1958)
- Don Lang With The Michael Sammes Singers* - Sink The Bismarck (His Master's Voice, 1960)
- Don Lang And His Boulder Rollers - Wicked Woman / Play Money (Decca, 1962)
- Red Sputnik Rock (Red Planet Rock) (7", Single) (His Master's Voice, anno sconosciuto)

Don Lang & His Frantic Five
- Come Go With Me / Rock-A-Billy (Shellac, 10", Mono) (His Master Voice, 1956)
- Red Sputnik Rock (Red Planet Rock) / Texas Tambourine (Electrola, 1957)
- Don Lang And His Frantic Five With The Norman Quartet - White Silver Sands / Again 'N' Again 'N' Again (His Master's Voice, 1957)
- Six-Five Special (7", Single) (His Master's Voice, 1957)
- Rock Around The Cookhouse (7") (His Master's Voice, 1957)
- Witch Doctor (7", Single) (His Master's Voice, 1957)
- Red Planet Rock (Shellac, 10") (His Master's Voice, 1957)
- Rock 'N' Roll (7", EP) (His Master's Voice, 1957)
- Red Planet Rock (7") (His Master's Voice, 1957)
- Witch Doctor / Cool Baby Cool (His Master's Voice, 1958)
- Ramshackle Daddy (His Master's Voice, 1958)
- Tequila/Junior Hand Jive (His Master's Voice, 1958)
- Don Lang Con Sus Frantic Five* / Ken Mackintosh Y Su Orquesta* - Tequila (7", EP) (La Voz De Su Amo, 1958)
- Rock Del Planeta Rojo (7", EP) (La Voz de Su Amo, 1958)
- Witch Doctor (7", Single) (La Voix De Son Maître, 1958)
- Hey Daddy (7", Single) (His Master's Voice, 1958)
- Witch Doctor (7") (La Voix De Son Maître, 1958)
- Reveille Rock (His Master's Voice, 1959)
- A Hoot An' A Holler (7", Single) (His Master's Voice, 1959)
- Witch Doctor/Cloud Burst/Six-Five Special (EMI, 1976)
- Time Machine (King Records, anno sconosciuto)
- Rock Mister Piper / Rock Around The Cookhouse (7", Single) (Electrola, His Master's Voice, anno sconosciuto)
- The Big Beat (7", EP) (La Voce Del Padrone, anno sconosciuto)

### Compilation

#### Don Lang
- Frantic Rock (Peaksoft Media, 2013)

#### Don Lang & His Frantic Five
- Rock Rock Rock (See For Miles Records Ltd., 1983)
- Introducing The Hand Jive & Singles Compilation (Vocalion, 2006)